# Wilhelm Schmieding (Politiker, 1879)
Wilhelm Schmieding (* 20. Mai 1879 in Dortmund; † 6. Februar 1929 ebenda) war ein preußischer Beamter. Als Landesdirektor des Freistaates Waldeck war er während der Weimarer Republik Leiter der Exekutive (Staatspräsident) dieses Landes bis kurz vor der Eingliederung in Preußen.

## Leben
Schmieding war der Sohn von Gottlieb Theodor Schmieding und seiner Frau Emilie Pauline Adolphie, geb. Strohn (* 1850). Er studierte Rechtswissenschaften an der Ruprecht-Karls-Universität, Heidelberg, später in Berlin und Bonn. 1898 wurde er Mitglied des Corps Guestphalia Heidelberg. 1902 promovierte er zum Dr. jur. Er trat in den preußischen Staatsdienst ein und wurde 1907 Regierungsassessor im Polizeipräsidium Berlin-Charlottenburg. 1909 heiratete er Anna Helene Simon. Seit 1909 arbeitete Schmieding beim Landratsamt Kyritz. Im Jahr 1912 wurde er zum Kreisamtmann von Wildungen ernannt. Im Jahr 1912 wurde Schmieding Landrat im Kreis der Eder. Von 1917 bis 1919 gehörte er dem Landtag von Waldeck als Mitglied der nationalliberalen Fraktion an.
Nach der Novemberrevolution von 1918/19 war er Mitglied der DVP. Seit 1920 war er zunächst kommissarischer und von 1921 bis 1929 ordentlicher Landesdirektor von Waldeck-Pyrmont. Als Leiter der Exekutive war er gleichzeitig Mitglied des Reichsrates.
In seine Amtszeit fiel 1921 der Staatsvertrag von Waldeck-Pyrmont mit Preußen, nachdem der Landesteil Pyrmont an Preußen angegliedert wurde. Im Jahr 1926 weigerte sich Schmieding, zwei rechtsradikale Jugendverbände zu verbieten. Innerhalb der preußischen Regierung sind mehrfach Überlegungen angestellt worden, ihn von seinem Amt zu entbinden. In das Jahr 1928 fiel nach Finanzschwierigkeiten die Unterzeichnung des Staatsvertrages zur vollständigen Angliederung Waldecks an Preußen. Die Geschäfte des Landesdirektors führte nach Schmiedings Tod am 6. Februar 1929 sein bisheriger Stellvertreter Oberregierungsrat Ernst Herberg, ehe das Land am 1. April 1929 in das preußische Staatsgebiet eingegliedert wurde.
Im Jahr 1927 wurde er zum Ehrensenator der Universität Marburg ernannt.

## Veröffentlichungen
- Die Bedeutung der gemeinrechtlichen actio ad exhibendum verglichen mit dem Anspruche aus § 809 Bürgerlichen Gesetzbuchs. Noske, Borna; Leipzig 1902, Leipzig, Univ., Jur. Diss. 1902.